# ジェイソン・スコット・リー
ジェイソン・スコット・リー（Jason Scott Lee, 中国名：李截、1966年11月19日 - ）は、アメリカ合衆国カリフォルニア州ロサンゼルス生まれの俳優・声優。身長176cm。

## 来歴
1966年、ロサンゼルス生まれ。中国とハワイの血筋を引く中国系3世。父親はバスの運転手だった。2歳の時に一家はハワイのオアフ島へ移住。ちなみに通っていた高校の同級生には、日系人ダンサーのキャリー・アン・イナバがいた。
大学で演劇を専攻して、卒業後の1987年にチーチ・マリン主演のコメディ映画『ボーン・イン・イースト・L.A.』のエキストラで映画デビュー。2年後の1989年にはマイケル・J・フォックス主演の大ヒット映画の続編『バック・トゥ・ザ・フューチャー PART2』に出てくるチンピラ役で出演。
しばらくは小さな役でテレビ・映画に出演していたが、1992年に出演した『心の地図』の演技が高い評価を得て、1993年に製作された『ドラゴン/ブルース・リー物語』では主役に抜擢。往年のカンフースター、ブルース・リーを演じて翌年のMTVムービー・アワードにもノミネートされた。受賞は逃したが、知名度は上がり1994年にディズニーで製作された『ジャングル・ブック』でも主役のモーグリを堂々と演じている。同年、日系人監督のカヨ・マタノ・ハッタがハワイにおける日本移民をテーマに扱った工藤夕貴、三船敏郎出演の人間ドラマ『ピクチャーブライド』にもノークレジットで出演している。グローバルな顔立ちから、中国人のみならずインド系やポリネシアン系、イヌイット系など様々な人種のキャラクターを演じることが多い。
現在彼は、Ulua Theatreという劇場を所有している。『ドラゴン/ブルース・リー物語』に出演して以来、ブルース・リー本人も行っていた截拳道のトレーニングを現在も行っている。また生活拠点をハワイに置き、自然保護活動を精力的に行っている。

## 出演作品

### 映画
| 公開年 | 邦題 原題                                                                                                  | 役名               | 備考                           |
| ------ | --- | ------------------ | ------------------------------ |
| 1987   | ボン・イン・イースト・L.A. Born in East L.A.                                                               | パコ               |                                |
| 1989   | バック・トゥ・ザ・フューチャー PART2 Back to the Future Part II                                            | ホワイティ         |                                |
| 1990   | 戦慄のメモリー The Lookalike                                                                               | チャーリー         | テレビ映画                     |
| 1990   | タイランド/名誉の生還 Vestige of Honor                                                                     | Ha-Kuhn            | テレビ映画                     |
| 1991   | グーリーズ3/女子寮襲撃 Ghoulies III: Ghoulies Go to College                                                | カイル             | ビデオ映画                     |
| 1992   | 心の地図 Map of the Human Heart                                                                            | アヴィク           |                                |
| 1993   | ドラゴン/ブルース・リー物語 Dragon: The Bruce Lee Story                                                    | ブルース・リー     |                                |
| 1994   | モアイの謎 Rapa Nui                                                                                        | ノロ               |                                |
| 1994   | ピクチャーブライド Picture Bride                                                                           | Worker             | クレジットなし                 |
| 1994   | ジャングル・ブック Rudyard Kipling's The Jungle Book                                                       | モーグリ           |                                |
| 1997   | 精神鑑定 Murder in Mind                                                                                    | ホロウェイ         |                                |
| 1998   | タロス・ザ・マミー/呪いの封印 Tale of the Mummy                                                            | ライリー           |                                |
| 1998   | ソルジャー Soldier                                                                                         | ケイン             |                                |
| 1999   | アラビアン・ナイト Arabian Nights                                                                          | アラジン           | テレビ映画                     |
| 2002   | リロ・アンド・スティッチ Lilo & Stitch                                                                     | デイヴィッド       | 声の出演                       |
| 2003   | ドラキュリアII 鮮血の狩人 Dracula II: Ascension                                                            | ユフィジ神父       | ビデオ映画                     |
| 2003   | タイムコップ2 Timecop: The Berlin Decision                                                                 | ライアン           | ビデオ映画                     |
| 2005   | ドラキュリアIII 鮮血の十字架 Dracula III: Legacy                                                           | ユフィジ神父       | ビデオ映画                     |
| 2005   | レッド・ウォリアー Köshpendiler                                                                            | Oraz               |                                |
| 2005   | リロ・アンド・スティッチ2 Lilo & Stitch 2: Stitch Has a Glitch                                             | デイヴィッド       | 声の出演                       |
| 2006   | ザ・ブレイブ・ウォー 第442部隊 Only the Brave                                                              | グレン・タカセ     |                                |
| 2007   | 燃えよ!ピンポン Balls of Fury                                                                              | シー・フー         |                                |
| 2008   | 情熱のステップ Dance of the Dragon                                                                         | チェン             |                                |
| 2016   | Crouching Tiger Hidden Dragon: ソード・オブ・デスティニー Crouching Tiger, Hidden Dragon: Sword of Destiny | 戴閻王             | ネットフリックスオリジナル作品 |
| 2020   | ムーラン Mulan                                                                                             | ボーリー・カーン   | Disney+での配信のみ。          |
| 2025   | リロ&スティッチ (2025年の映画) Lilo & Stitch                                                               | ルアウマネージャー |                                |

### テレビシリーズ
| 放映年    | 邦題 原題                         | 役名           | 備考                                  |
| --------- | --------------------------------- | -------------- | ------------------------------------- |
| 1997      | ザ・ハンガー The Hunger           | クレイグ・ユン | シーズン1 第4話 "The Secret Shih-Tan" |
| 2010      | アラビアン・ナイト Arabian Nights | アラジン       | ミニシリーズ                          |
| 2010-2013 | Hawaii Five-0                     | カレオ刑事     | 3エピソード                           |

### テレビアニメ
- Shnookums and Meat Funny Cartoon Show （1995年）